# Notophyllia hecki
Notophyllia hecki är en korallart som beskrevs av Stephen D. Cairns 2004. Notophyllia hecki ingår i släktet Notophyllia och familjen Dendrophylliidae. Inga underarter finns listade i Catalogue of Life.